# Zielonogórski wodociąg miejski

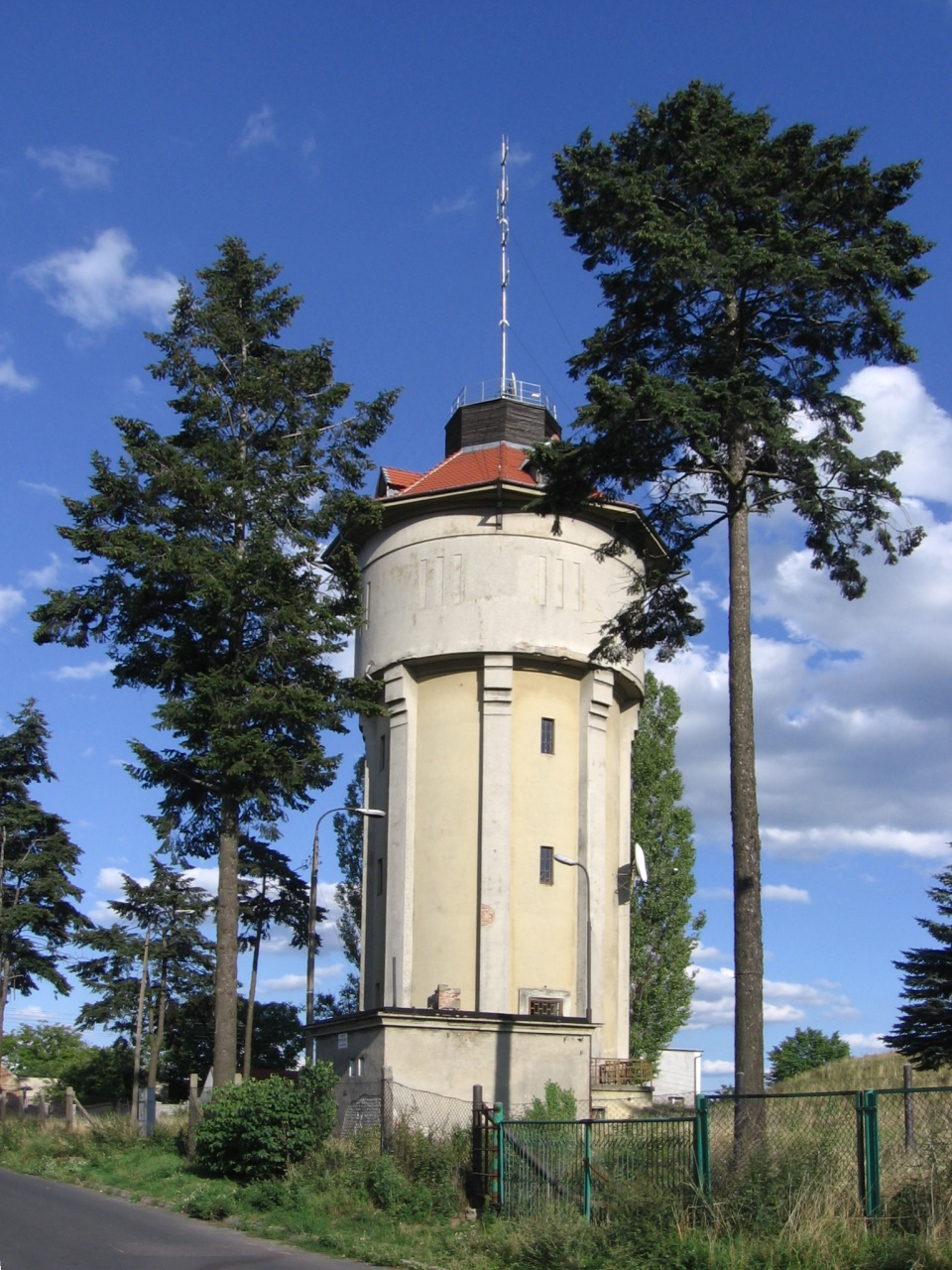
wieża ciśnień z 1927, ul. Kordiana

Zielonogórski wodociąg miejski, zbudowany w oparciu o drewniane rury i ujęcia system, istniał już w drugiej połowie XV wieku. Zasilał on publiczne punkty czerpania wody. Źródłem wody dla miasta w tym czasie był strumień Złota Łącza wypływający z okolic Browaru Zachodniego Lubusz i stamtąd, wzdłuż ulic Strzeleckiej i Grottgera, systemem rur, koryt i rynien doprowadzano wodę do ratusza, a także do punktów czerpania. Według zachowanych dokumentów w roku 1795 miasto miało 32 takie punkty, a i wcześniej, na początku osiemnastego wieku, było już ich kilkanaście. Rury drewniane od około XVIII wieku sukcesywnie zastępowano ceramicznymi, a od roku 1832 – żeliwnymi.
Rozwój miasta, wzrost liczby jego mieszkańców oraz rosnące potrzeby rozwijającego się w mieście przemysłu spowodowały, że w XIX wieku lustro wód podziemnych na poziomie 162 m n.p.m. zaczęło się obniżać i wydajność ujęcia u źródeł Złotej Łączy przestała być wystarczająca.
W roku 1875 decyzją władz miasta Zielona Góra powołano Zakład Wodociągów Miejskich. 23 lipca tego roku tutejsza gazeta „Grünberger Wochenblatt” zamieściła regulamin korzystania z sieci. Zgodnie z nim każdy, kto chciał korzystać z miejskiego wodociągu musiał postarać się w magistracie o zezwolenie, a następnie wykonać na własny koszt przyłącze. Korzystanie z wody było płatne; początkowo nie stosowano wodomierzy, cennik określał opłaty w zależności od rodzaju odbiornika wody lub celu zaopatrzenia. W ciągu roku od uruchomienia Zakładu Wodociągów pierwszych 22 odbiorców skorzystało z zaproponowanej nowoczesnej metody zaopatrzenia w wodę i zleciło berlińskiej firmie Aird et Mare, wytypowanej do tych robót przez magistrat, wykonanie przyłączy.
W latach 1875–1878 zbudowano zbiornik o pojemności 430 m³ zasilany z ośmiu studni oraz sieć żeliwnych rur rozprowadzających wodę do odbiorców. Wkrótce jednak (w 1883) w mieście wybuchł groźny pożar; podczas jego gaszenia zużyto tyle wody, że poziom wód w studniach znowu drastycznie się obniżył. W rezultacie zaistniała konieczność instalowania pomp, z których pierwszą ufundowała kopalnia węgla brunatnego. Zakład Wodociągów Miejskich przynosił już spory dochód i mógł pozwolić sobie na dalsze inwestycje. Wywiercono kolejne studnie przy ul. Nowej i al. Słowackiego. W 1897 zbudowano w najwyższym punkcie miasta betonowy zbiornik o pojemności tysiąca metrów sześciennych. Kolejny zbiornik – wieżowy – o wysokości 33 metrów, 8,8 metra średnicy i pojemności 300 m³ w zbiorniku górnym oraz 175 w dolnym przelotowym zbudowano w 1927 na wzgórzu przy dzisiejszej ulicy Kordiana, nieopodal historycznego źródła Złotej Łączy.
Po II wojnie światowej zaopatrzenie miasta w wodę z dotychczasowych źródeł stało się niewystarczające. W 1966–1968 uruchomiono tzw. ujęcie lewarowe wód podziemnych zlokalizowane z Pradoliny Odry w okolicach wsi Zawada i Jany wraz ze stacją uzdatniania wód. W 1975 uruchomiono koło Głuchowa ujęcie wód powierzchniowych „Sadowa” z rzeki Obrzycy, a stację uzdatniania dostosowano do oczyszczania wody z tych ujęć, później kilkakrotnie rozbudowując. Oprócz ujęć lewarowych z Pradoliny Odry i powierzchniowych z Obrzycy do miasto korzysta w ograniczonym stopniu z ujęć głębinowych. Jeszcze do lat 90. XX wieku wodę z tych ujęć można było bezpłatnie pobierać z publicznych kranów.
Po przekształceniach własnościowych i organizacyjnych, od 1 lipca 2004 systemem wodociągowo-kanalizacyjnym w Zielonej Górze zarządza „Zielonogórskie Wodociągi i Kanalizacja” sp.z o.o., obsługując ponad 120 tys. odbiorców.